# Carabus cavernosus
Carabus cavernosus је инсект из реда тврдокрилаца (Coleoptera) и породице трчуљака (Carabidae).

## Распрострањење
Ова врста настањује бивше југословенске републике, Албанију, Бугарску и Италију. Налази у Србији су недовољни за формирање тачне слике, али је најчешће налажен на планинама, изнад 1500 м.

## Подврсте
Описане су две подврсте ове врсте:
- Carabus cavernosus cavernosus Frivaldsky, 1837 (остала подручја)
- Carabus cavernosus variolatus Costa, 1839 (Италија)